# ゲルトルート・フォン・バイエルン
ゲルトルート・フォン・バイエルン（ドイツ語：Gertrud von Bayern, 1152/5年 - 1197年6月1日）は、シュヴァーベン公フリードリヒ4世の妃、のちデンマーク王クヌーズ6世妃。デンマーク語ではゲアトルズ（Gertrud）。

## 生涯
ゲルトルートはバイエルン公・ザクセン公ハインリヒ獅子公とクレメンティア・フォン・ツェーリンゲンとの間に1152年または1155年に生まれた。1166年、ゲルトルートはドイツ王コンラート3世の次男シュヴァーベン公フリードリヒ4世と結婚したが翌1167年に夫フリードリヒ4世は死去した。1171年、ゲルトルートは当時デンマーク王子であったクヌーズ6世と婚約し、1177年にルンドで結婚した。夫妻は新婚の頃はスコーネ（当時はデンマーク領）で暮らした。1182年5月12日、クヌーズがデンマーク王として即位し、ゲルトルートは王妃となった。ゲルトルートは生涯子供ができなかった。2度目の結婚では、ゲルトルートは純潔を守り、クヌーズ6世とは同衾しなかった。アルノルト・フォン・リューベックは、王夫妻の結婚に関する記述で、クヌーズ6世のことを「純潔の妃とともに過ごし、最も純潔な人物である」としている。